# نوزآن
نوزآن  (به انگلیسی: Noseane) با فرمول شیمیایی Na8Al6Si6O24(SO4) یک کانی از گروه فلدسپات‌ها است. محلول در اسیدها Na2O:۲۱٫۱۱٪ Al2O۳:۲۶٫۴٪ SiO۲:۴۶٫۰۳٪ SO۳:۶٫۸۲ برای اولین بار در آلمان غربی کشف شد و از نظر شکل بلور: ایزومتریک - ماکله، رنگ: سفید - خاکستری - آبی - قهوه‌ای - سیاه، شفافیت: شفاف - نیمه شفاف، شکستگی: صدفی، جلا: شیشه‌ای - چرب، رخ: کامل، سیستم تبلور: مکعبی و در رده‌بندی سیلیکات است همچنین خاصیت مغناطیسی ندارد و منشأ تشکیل آن ماگمایی است.
همایند کانی‌شناسی (پارانژ) آن رنگ (نوز آن)-اشعه X- واکنش هایشیمیاییلازوریت - نوزآن - هاوئین- هاوئین- لویسیت- نفلین و غیره است
، از نظر ژیزمان بلوری - آگرگات فشرده - دانه‌ای کمیاب است و بیشتر در آلمان غربی، ایتالیا، انگلستان، آمریکا یافت می‌شود.
اولین باری که نوسین در سال ۱۸۱۵ از راین لند آلمان توصیف شد بنام کانی‌شناس آلمانی نوس (۱۸۳۵-۱۷۵۳) شناخته شد. این کانی کمیاب بوده، اما به‌طور گسترده‌ای در نقاط متفاوتی مانند جزایر اقیانوسی (مانند تاهیتی) و در رشته کوههای لاسال یوتا آمریکا وجود دارد.